# Francisco Codera
Francisco Codera y Zaidín (Fonz, Huesca, 23 de junio de 1836-Fonz, 6 de noviembre de 1917) fue un historiador, filólogo, arabista y erudito español. Sus discípulos arabistas en el campo académico fueron conocidos como los «Beni Codera». De entre sus pupilos pueden destacarse los nombres de Rafael Altamira y José Deleito.

## Biografía
Catedrático de griego, hebreo y árabe respectivamente en Granada, Zaragoza y la Universidad Central, destacó fundamentalmente como arabista. Fue el principal discípulo de Pascual Gayangos, a quien sucedió en la cátedra de árabe de la Universidad Central. Ingresó como académico numerario de la Real Academia de la Historia el 20 de abril de 1879. Fue académico de la Lengua desde 1910.

## Obra
Rigurosamente positivista, sus trabajos se centran generalmente en las fuentes historiográficas de origen árabe (Estudios de historia arábigo-española, Decadencia y Desaparición de los Almorávides en España, 1899, reeditada con importante estudio introductorio de María Jesús Viguera Molins en 2004). Entre sus obras destacan Tratado de numismática arabigoespañola (1879), Estudios críticos de Historia árabe española (1917, 2 vols.) y sobre todo su monumental Biblioteca arabigohispana (1882-1895, 10 vols.). Contribuyó además al conocimiento de la fonética aragonesa e impulsó los estudios arábigos en España, formando además a un puñado de investigadores aragoneses como Mariano de Pano, Ramón García Linares, Miguel Asín y Palacios, Mariano Sánchez Bruil, Alberto Gómez Izquierdo o Mariano Gaspar Remiro. Frecuentó asimismo a otros amigos eruditos, como Valentín Carderera, Vicente de la Fuente o Mariano Viscasillas. En su vejez se retiró a su pueblo natal de Fonz, en la provincia de Huesca, a consagrarse a sus estudios eruditos y a la redacción de tratados sobre agricultura. Entre sus discípulos no aragoneses no hay que olvidar tampoco al gran arabista Julián Ribera. Su archivo se conserva en la Biblioteca de la Universidad Nacional de Educación a Distancia (UNED).